# Lucius Iulius Vestinus
Lucius Iulius Vestinus war ein römischer Ritter des 1. Jahrhunderts n. Chr.
Vestinus stammte aus Vienne in der Provinz Gallia Narbonensis. Er war befreundet mit dem Kaiser Claudius, der ihn im Jahr 48 als positives Beispiel in seiner inschriftlich erhaltenen Rede über die Aufnahme von Galliern in den römischen Senat erwähnte. Demnach hatten zu diesem Zeitpunkt Vestinus’ Söhne bereits mit dem senatorischen cursus honorum begonnen. Einer von ihnen war der spätere Konsul des Jahres 65, Marcus Iulius Vestinus Atticus.
Iulius Vestinus bekleidete von 60 bis 62 unter Claudius’ Nachfolger Nero als Praefectus Aegypti eines der höchsten für Ritter erreichbaren Ämter. Nach dem Bürgerkrieg des Vierkaiserjahres genoss er als einer der führenden Angehörigen des Ritterstandes auch das Vertrauen des neuen Kaisers Vespasian, der ihm im Jahr 70 den Wiederaufbau des zerstörten Kapitolstempels übertrug. Eventuell wird er noch als Mitglied des kaiserlichen Rats (consilium principis) unter Titus erwähnt. Vestinus besaß eine Ziegelei im Sabinerland.